# Сан-Франсиско-де-лос-Ромо
Сан-Франсиско-де-лос-Ромо (исп. San Francisco de los Romo) — город и административный центр одноимённого муниципалитета в мексиканском штате Агуаскальентес. Численность населения, по данным переписи 2010 года, составила 16 124 человека.